# (15918) Thereluzia
(15918) Thereluzia est un astéroïde de la ceinture principale.

## Description
(15918) Thereluzia est un astéroïde de la ceinture principale. Il fut découvert le 27 octobre 1997 à Bornheim par Norbert Ehring. Il présente une orbite caractérisée par un demi-grand axe de 2,24 UA, une excentricité de 0,16 et une inclinaison de 6,6° par rapport à l'écliptique.

## Compléments